# 國浩集團
國浩集團有限公司（港交所：0053），前身為「道亨集團有限公司」，是一家在香港交易所上市的金融公司。主要業務是物業發展及投資、證券及期貨經紀業務、保險及基金管理服務，以及投資及財資管理。公司在1991年1月22日於百慕達註冊，並把道亨銀行（已除牌）分拆上市。主席為郭令燦。
- 持有國浩資本100%股權
- 持有英國博彩公司蘭科集團（Rank Group）100%股權
- 持有東亞銀行15.02%股權，持有股數達 3.3976億股，
- 持有豐隆金融集團25.4%股權
- 間接持有豐隆銀行64.4%股權
- 間接持有國浩房地產 65.2%股權
- 間接持有成都銀行19.99%股權
- 間接持有四川錦城消費者金融49%股權

2011年5月豐隆金融集團持有64.4%股權的豐隆銀行完成以50億6000萬令吉全現金收購國貿銀行（EON Bank）
躍居馬來西亞第四大銀行集團
2012年5月13日，旗下公司Rank以現金2.05英鎊（約25.6億港元），收購英國第三大賭場營運商Gala Casinos全部已發行股本
在倫敦經營4間賭場，以及於英國各省地區經營19間賭場。
於完成交易後，Rank將成為英國最大賭場營運商，擁有58間賭場。
2013年12月1日，國浩集團已獲大股東GuoLine Overseas Limited（GOL）知會，已於11月29日透過證券經紀售729.1萬股，相當於已發行股本約2.22%，買家為獨立第三方。出售上述股份後GOL持股降至71.88%，故GOL及關連人士之總持股恢復公眾持股量要求。

## 外部連結
- 國浩集團有限公司